# Baba (Zosin)
Baba – część wsi Zosin w Polsce, położona w województwie lubelskim, w powiecie opolskim, w gminie Opole Lubelskie.
W latach 1975–1998 Baba należała administracyjnie do województwa lubelskiego.